# Herodot (Pferd)
Herodot (* 1793 in Ivenack; † 1829 ebenda) war ein berühmter deutscher Zuchthengst des gräflich Plessenschen Gestüts Ivenack.

## Leben
Der Apfelschimmel Herodot wurde 1793 im Gestüt Ivenack in Mecklenburg geboren als Sohn des englischen Beschälers Morwick Ball, einem Enkel von Godolphin Arabian. Seine Mutter war Herodias, die mütterlicherseits von Snip abstammte. Muttervater war Herod, ein Flying-Childers-Nachkomme. Obwohl Herodot kein Rennen lief, galt er als einer der berühmtesten Deckhengste seiner Zeit.
Herodot wurde 1806 während der napoleonischen Besatzung von Mecklenburg von den Franzosen beschlagnahmt und elf Jahre später wieder zurückgeführt.

## Legenden
Um das Schicksal des Schimmels ranken sich viele Legenden. Bei der Besetzung Mecklenburgs durch die französische Armee soll Napoleon persönlich Anweisung gegeben haben, das Tier zu suchen und nach Frankreich zu verbringen. In Ivenack soll man vergeblich versucht haben, das Pferd vor den Franzosen in Sicherheit zu bringen, indem man es im hohlen Stamm einer der Ivenacker Eichen versteckte. Es heißt, Napoleon habe Herodot vor Moskau geritten oder in Paris. Auf dem Wiener Kongress soll Herodot Verhandlungsthema gewesen sein und Blücher soll sich dafür starkgemacht haben, dass das Pferd an seinen Besitzer in  Mecklenburg zurückgegeben wurde. Unterdessen hatte der schon seinen Stallmeister aus Ivenack nach Frankreich geschickt mit dem Auftrag, den Hengst ausfindig zu machen und nach Hause zu bringen, was schließlich auch gelang. Halbseitig erblindet verlebte Herodot nach der Rückkehr noch etwa 10 Jahre in Ivenack, soll dort 35-jährig gestorben und unter einer Eiche zwischen Stavenhagen und Ivenack begraben worden sein. Noch lange hing die Stammtafel von Herodot, unter dessen Nachkommenschaft sich viele berühmte Zuchthengste befanden, in den Ivenacker Stallungen und sein Begräbnisort war noch nach einem Jahrhundert als „Herodoteiche“ bekannt.
Längst schon durch eine neue Eiche ersetzt, existiert die Herodoteiche dort noch heute. Sie steht nach Auskunft Ortskundiger als Einzelbaum auf freiem Feld nahe der Landstraße von Stavenhagen nach Demmin rechtsseitig etwa auf halber Strecke zwischen Stavenhagen und dem Dörfchen Basepohl unweit der uralten Grenze zwischen Mecklenburg und Pommern.